# Gresik (stad)
Grissee of Gresik is een stad en onderdistrict op het eiland Java, tegenwoordig een voorstad van Surabaya. De stad heeft iets meer dan een miljoen inwoners.

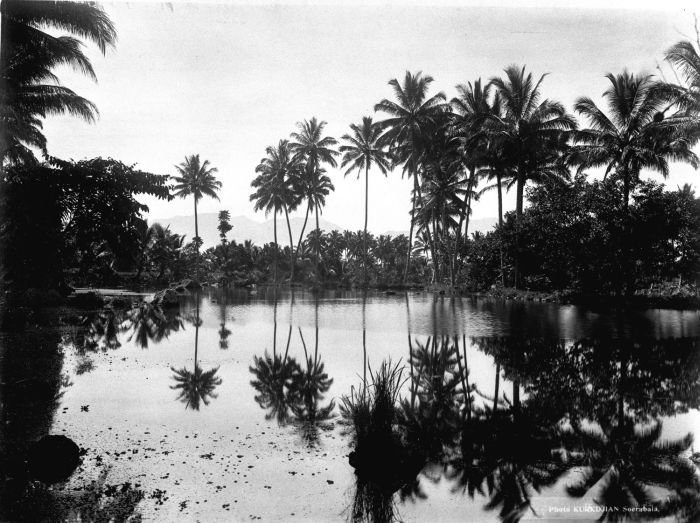
Oost-Java visvijver van Grissee

Gresik was vroeger een belangrijke havenstad in ZO-Azië, al voor 1400 kwamen er Chinese handelaars, de stichters van de stad. De stad was ook de plaats waar de Islam voor het eerst op het eiland een voedingsbodem vond. Er is een praalgraf van Sunan Maulana Malik Ibrahim, een van de negen heiligen. Er zijn uitgebreide begraafplaatsen rondom de stad, maar met Hindoe toegangspoorten.
Jacob van Heemskerck en Wijbrand van Warwijck bezochten als eerste Nederlanders de stad. Beide heren stichtten er een factorij. De Hollanders hadden moeite zich hier een vaste positie te verwerven, omdat zij niet over de juiste stoffen beschikten die de Javanen wensten; ook konden zij niet concurreren met de lage prijzen van de Portugezen.
In 1613 werd de stad verwoest door de Mataram II. J.P. Coen kwam twee weken later langs. De factorij is verplaatst naar Japara. De rijst en levensmiddelen, die dienden als ruilmiddel op de Molukken werden niet langer van Makassar, Boeton en Gresik betrokken.
Na de verwoesting van Grissee in 1717 door Oost-Javaanse en Madoerese opstandelingen tegen Pakoeboewono I werd een nieuw, maar klein fort gebouwd. Na 1746 werd het fort door Gustaaf Willem van Imhoff uitgebreid. De VOC gaf hier voor het eerst de leiding aan Chinezen. Op 5 december 1807 werd Gresik aangevallen door Engelsen, tijdens de aanval op Gresik. Hollandse troepen moesten hierbij het onderspit delven, waarna alle militaire onderdelen van de stad vernietigd werden samen met twee linieschepen, gelegen voor de kust van Gresik.